# Valentine Diner

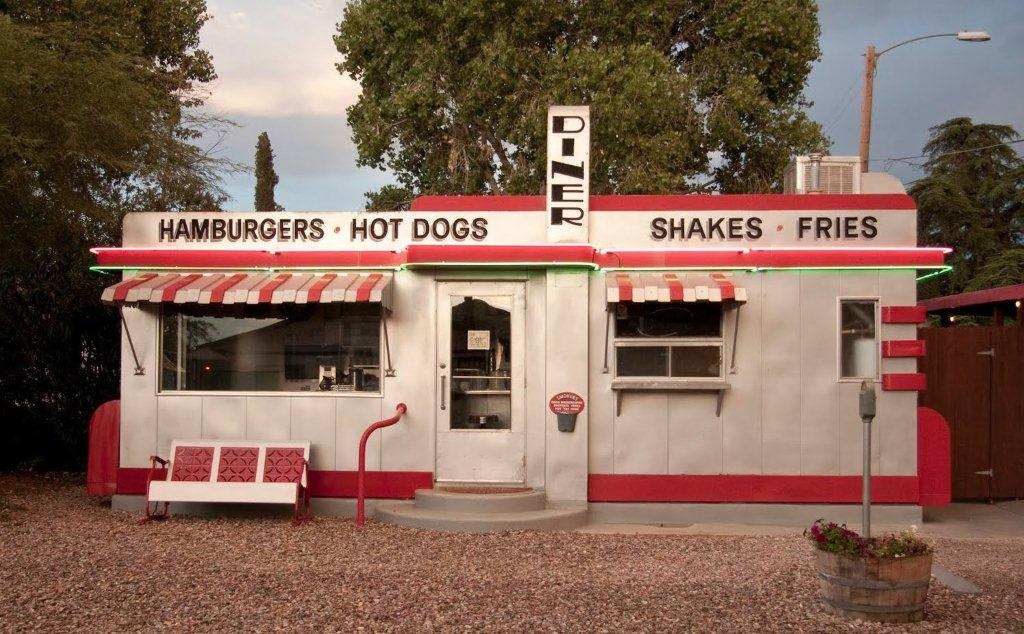
Valentine Diner da antiga Rota 66 em Wichita, Kansas

A Valentine Diner era uma pequena lanchonete pré-fabricada, encomendada pelo correio, produzida em Wichita, Kansas, após a Grande Depressão. O conceito foi criado por Arthur Valentine na década de 1930, que tinha experiência em operar refeitórios. Originalmente, as lanchonetes eram fabricadas pela Ablah Hotel Supply Company.
Em 1947, a fabricação foi assumida pela Valentine Manufacturing Company; Após a Segunda Guerra Mundial e a implementação do Interstate Highway System no final da década de 1950, as lanchonetes pré-fabricadas tiveram um boom nos negócios, pois os motoristas pegavam as estradas em maior número para viagens mais longas e paravam para comer; As lanchonetes Valentine Diners foram produzidas até a década de 1970 e várias delas sobrevivem como negócios em operação (às vezes como restaurante, às vezes como outros negócios) nos Estados Unidos atualmente. Alguns se tornaram atrações históricas de beira de estrada, como ao longo da histórica Rota 66;
Pelo menos doze estilos diferentes de Valentine Diners foram produzidos; Os Diners podem ser identificados pelo cofre de parede, que terá um logotipo Valentine (um coração com uma seta atravessando-o), ou pela placa de número de série de aço do Valentine Diner, que tem a palavra "Valentine" escrita nela.